# هری براون (بازیکن فوتبال، زاده ۱۹۲۴)
هری براون (انگلیسی: Harry Brown; ۹ آوریل ۱۹۲۴ – ژوئن ۱۹۸۲ (۵۸ ساله)) بازیکن فوتبال اهل بریتانیا بود.
از باشگاه‌هایی که در آن بازی کرده‌است می‌توان به باشگاه فوتبال کولچستر یونایتد اشاره کرد.